# Тугаринова, Клавдия Алексеевна

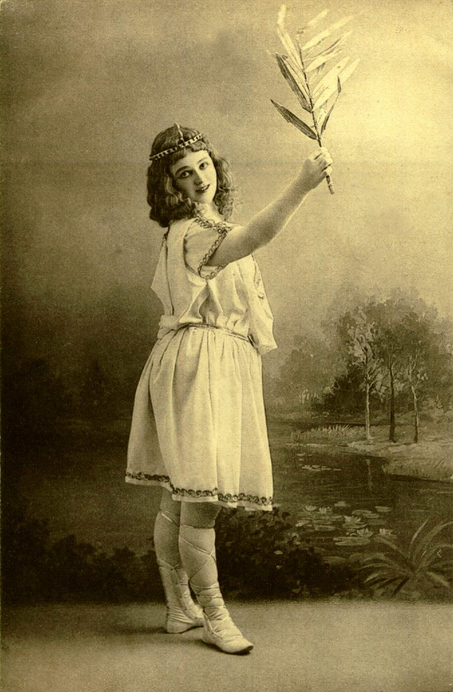
Клавдия Тугаринова в опере Моцарта «Волшебная флейта» (фото Карла Фишера)

Клавдия Алексеевна Тугаринова (1876 или 1877, Пермь — 1942) — оперная певица (контральто). После замужества носила фамилию Вальтман.

## Биография
Обучалась в Московской консерватории, педагог — Е. Лавровская. Сразу после этого в 1897—1909 занималась в Московском музыкально-драматическом училище, педагог — А. Полякова-Хвостова. Позднее училась у У. Мазетти и И. Прянишникова, в 1907 и 1908 — стажировалась за границей. В 1900 поступила в антрепризу А. А. Церетели, в которой выступала в Москве и провинциальных городах. В 1900—1902 была принята солисткой в московский Большой театр (дебютировала в партии Зибеля — «Фауст»), в 1902—1905 пела на сцене Мариинского театра (дебютировала в партии Вани — «Жизнь за царя»). В 1905—1908 годы — вновь вернулась в Большой театр, а в 1908—1917 — снова петербургская Мариинка. Не раз выступала на одной сцене с Ф. Шаляпиным. Среди других партнеров — тоже прославленные певцы: И. Грызунов, И. Ершов, О. Камионский, А. Нежданова, Д. Смирнов, Л. Собинов, И. Тартаков и т. д.
Первая исполнительница партии Продавца поленты в опере Н. А. Римского-Корсакова «Сервилия» (1902). Другие известные партии: Мистрисс Бентсон («Лакме»); Флосхильда («Гибель богов»); Ратмир («Руслан и Людмила»), Княгиня («Русалка»), Федор («Борис Годунов»), Ольга («Евгений Онегин»), Графиня и Полина («Пиковая дама»), Басманов («Опричник»), Эрда («Зигфрид»), Лель («Снегурочка»), Маддалена («Риголетто»), Нежата («Садко», Олесницкий («Пан Воевода») и т. д.
Вокальный архив певицы составляет 52 произведения, записанных в Москве («Граммофон», 1902; «Э. Берлинерс Граммофон», 1902; «Лирофон», 1910), Петербурге («Граммофон», 1905; «Пате», 1905, 1912), Париже (His master’s voice, 1905). Оперные записи хранятся в Российском государственном архиве фонодокументов (см. Российский государственный архив фонодокументов).
В конце жизни перешла на преподавательскую работу, преподавала вокал в Москве, в Санкт-Петербурге (Ленинграде) и Сталинграде.